# Valeriana tucumana
Valeriana tucumana är en kaprifolväxtart som beskrevs av Borsini. Valeriana tucumana ingår i släktet vänderötter, och familjen kaprifolväxter. Inga underarter finns listade i Catalogue of Life.